# Cologne, Lombardia
Cologne este o comună în Provincia Brescia, Italia. În 2011 avea o populație de 7,540 de locuitori.

## Demografie
Format:Demografia/Cologne